# Saint-Julien-sur-Reyssouze
Saint-Julien-sur-Reyssouze är en kommun i departementet Ain i regionen Auvergne-Rhône-Alpes i östra Frankrike. Kommunen ligger  i kantonen Saint-Trivier-de-Courtes som ligger i arrondissementet Bourg-en-Bresse. Kommunens areal är 7,52 km². År 2022 hade Saint-Julien-sur-Reyssouze 687 invånare.

## Befolkningsutveckling
Antalet invånare i kommunen Saint-Julien-sur-Reyssouze
Referens: INSEE